# Ali Bilgin
Ali Bilgin est un footballeur turc né le 17 décembre 1981 à Essen ( Allemagne).
En 2006, Ali Bilgin est transféré De Rot-Weiss Essen au club d'Antalyaspor. 